# إفياني أوباه
نادي إفياني أوباه لكرة القدم (بالإنجليزية: Ifeanyi Ubah F.C.)‏ هو نادي كرة قدم نيجيري يقع مقره في مدينة نيوي جنوب البلاد.

## وصلات خارجية
- الموقع الرسمي